# Anibal Acevedo
Aníbal Santiago Acevedo (* 28. dubna 1971, San Juan) je bývalý portorický amatérský a profesionální boxer welterové a lehké střední váhy, držitel bronzové olympijské medaile z Letních olympijských her 1992 v Barceloně.

## Počátky kariéry
Jeho kariéra začala roku 1989 titulem na juniorském mistrovství světa v lehké váze (do 60 kg) po těsném vítězství nad Američanem Shane Mosleym (28:27). Následujícího roku se zúčastnil Her dobré vůle, kde však prohrál v 1. kole r.s.c. Až poslední dva roky v amatérském ringu konečně přinesly výraznější úspěchy. Na Panamerických hrách 1991 v Havaně zvítězil ve čtvrtfinále nad Kubáncem Candelariem Duvergelem, ale v semifinále prohrál s Mexičanem Edgarem Ruizem, což mu přineslo bronzovou medaili. Na následujícím mistrovství světa v Sydney skončil ve čtvrtfinále, když ho porazil ve welterové váze Konstantin Cziu, tehdy ještě reprezentant Sovětského svazu (později odešel do Austrálie).

## Aníbal Acevedo na LOH 1992
V roce 1992 Acevedo vyhrál v Santo Domingu kvalifikační turnaj pro olympijské hry a v olympijském turnaji 1992 nastoupil ve lehké střední váze. Účastnilo se ho 30 borců, Acevedo dostal za soupeře Harryho Simona z Namibie a měl s ním dost práce (vítězství 13:11). Mnohem menší odpor kladl ve 2. kole Australan Stefen Scriggins (vítězství 16:3). Čtvrtfinálovým soupeřem byl Francisc Vaştag z Rumunska, i jeho porazil poměrně snadno 20:9. Ztroskotal až v semifinále na Kubánci Juanu Hernándezovi Sierrovi v poměru 2:11. Společně s Arkhomem Chenglaiem z Thajska si z Barcelony odvezl bronzovou medaili.

## Profesionální ring
Acevedo odešel brzy po olympijských hrách do profesionálního ringu. V superwelterové váze se mu v něm příliš nevedlo. Několikrát oznámil konec kariéry a definitivně skončil v roce 2012, kdy už byl 14 let bez vítězství. Celkově v profiringu 13 x vyhrál (11 x k.o.) a devětkrát prohrál (5 x k.o.); až na jednu výjimku boxoval pouze s boxery z Karibiku a USA.